# Voldborg Ølsgaard
Voldborg Antoinette Brøns Ølsgaard (født Appelt 13. oktober 1877 i Ommestrup, død 1. oktober 1939 i Aarhus) var en dansk fredsaktivist og kvinderetsforkæmper.

## Tidligt liv og familie
Voldborg Antoinette Brøns Appelt blev født i Ommestrup, Djursland af Petra Jakobine Louise født Brøns (1847–1926) og hendes mand, højskoleforstander Marius Nicolaj Appelt (1841–1907).
Hun blev uddannet på sin fars Mørke Højskole.
I november 1901 giftede hun sig med billedhuggeren Elias Ølsgaard (1873–1964). 

## Karriere
Voldborg Ølsgaard var tidligt medlem af Danske Kvinders Fredskæde, der blev grundlagt efter kvindefredskonferencen i 1915 i Haag .
I 1925 ændrede den danske organisation navn til Kvindernes Internationale Liga for Fred og Frihed i tråd med navnet på den internationale organisation Women's International League for Peace and Freedom.
Ølsgaard ledte fredsbevægelsens tredje jyske distrikt fra 1922 til 1929, hvor hun holdt foredrag, promoverede aktiviteter og tiltrak medlemmer i en række byer i området. Hun redigerede desuden organisationens avis Fred og Frihed fra begyndelsen som et fire-siders blad i 1924 til den udvidede version med 4.000 abonnenter, indtil hun i 1937 gik på pension grundet dårligt helbred. 
Hun var også særdeles aktiv i i kvindebevægelsen og sad i bestyrelsen Århus-afdelingen af Dansk Kvindesamfund.
Hun stod bag byggeriet af Dansk Kvindesamfunds Hus i Aarhus, der stod færdigt i 1930 og var ansvarlig for dets ledelse indtil hendes pension.
Ølsgaard døde i Aarhus 1. oktober 1939 og blev begravet på kirkegården ved Mørke. Hendes mand designede gravstenen.